# Lophomyra santista
Lophomyra santista är en fjärilsart som beskrevs av Jones 1914. Lophomyra santista ingår i släktet Lophomyra och familjen nattflyn. Inga underarter finns listade i Catalogue of Life.